# Неймовірний Халк (фільм)
«Неймовірний Халк» (англ. The Incredible Hulk) — американський супергеройський фільм режисера Луї Летер'є за мотивами серії коміксів «Галк» видавництва Marvel Comics. Стрічка є частиною кінематографічного всесвіту Marvel. У головній ролі — Едвард Нортон. Прем'єра фільму відбулась 6 червня 2008 року (Колумбія), а версія на DVD, що містить 30 хвилин вирізаного матеріалу, вийшла 13 жовтня 2008 року (Велика Британія). Фільм зібрав в прокаті 263,4 млн доларів США.

## Сюжет
Брюс Беннер — науковець, який вивчав гамма-промені при університеті Калвера. Один з експериментів завершився з трагічними наслідками: рятуючи колегу, він отримав велику дозу гамма радіації, перетворившись на зеленого монстра Халка. Так як ці дослідження були пов'язані з армією США, військові вважають його своєю власністю, що змусило Брюса втекти з країни та лишити свою дівчину Бетті.
Брюс вже декілька років проживає в Бразилії, працює механіком на заводі по розливу енергетичного напою. Паралельно з цим, він намагається знайти ліки від свого недуга, щоб позбутися гамми в крові та вгамовувати лють, адже саме гнів та небезпека перетворюють його на Халка. Ні йога, ні дикі медичні квіти не допомагають йому у вирішенні проблеми, то ж він листується з колегою «Містером Синім», який допомагає йому знайти ліки.
Під час рутинного ремонту пульта на заводі, він випадково ранить себе і його кров потрапляє на секцію розливу напою. Розуміючи небезпеку, він зупиняє роботу секції аби витерти кров, та не помічає, що частина крові таки потрапила в одну з пляшок. Через деякий час, пляшку випиває мешканець США і потрапляє в лікарню. Отримавши результат про надмірне гамма отруєння цивільного, генерал США Таддеус Росс відправляє загін військових на чолі з Емілом Блонскі аби затримати Брюса. Через вуличний конфлікт, Брюс тікає на завод, де його переслідує місцева банда. На очах у прибулих військових, Халк розбирається з бандою, опісля перемагає військових і тікає. Росс пояснює Блонскі, що Халк і є Брюсом після невдалого експерименту, яким курував сам генерал. Еміл погоджується на пропозицію генерала стати сильнішим завдяки спеціальній сировотці.
Брюс незаконними шляхами повертається до США аби потрапити в свій університет та знайти необхідні йому дані. Живучи у свого знаймого, власника ресторану, ненароком зустрічається зі своєю колишньою дівчиною та її новим хлопцем. Їх відчуття не згасли, то ж вона розмовляє з ним про все, що сталося. Бетті допомагає йому таємно повернутись до університету аби він зміг скопіювати необхідні дані про свій інцидент. Росс тисне на хлопця Бетті і він видає їх. На виході з університету, на Брюса чекає новий загін армії США з військовю технікою. Бетті намагається зупинити Росса, адже вона є його донькою. Брюс перетворюється на Халка, між ним та армією починається бій. Під час бою з'являється Еміл, демонструючи свою суперсилу та швидкість. Занадто захопившись, він прямує до Халка аби похизуватись, після чого Халк б'є його, ламаючи тіло Еміля та втікає з Бетті.
Брюс та Бетті приїздять у Нью-Йорк на зустріч з «Містером Синім», яким виявляється біолог Семюель Стернс. Проаналізувавши дані Брюса, Стернс знаходить можливий спосіб для зцілення Брюса, та попереджає, що процес може запустити перетворення на Халка. Спроба вилікування виявилась успішною, проте з умовою, що Брюс не позбудиться Халка, але зможе одразу перетворюватись на людину. Блонскі швидко відновився завдяки введеній сировотці і хоче втретє захопити Халка. Йому роблять чергову ін'єкцію, яка запускає мутацію його тіла. 
Святкуючи успіх, Стернс розповідає, що крові Беннера для пошуку ліків було мало, тому він клонував її в великих кількостях для майбутніх дослідів. Брюс категорично проти цього і вимагає знищити всі зразки його крові аби вона не дісталась армії США. Несподівано, в лабораторію Стернса вривається Блонскі та військові. Вони заарештовують Беннера, Росс забирає його і доньку, після чого вони летять на військову базу. Під час допиту Стернса військовою, Блонскі вбиває її і погрожуючи науковцю пістолетом, вимагає аби той ввів йому кров Беннера. Стернсу самому цікаво зробити цей дослід, але він попереджає Блонскі, що попередньо введені сировотки, змішані з кров'ю Брюса, можуть призвести до створення Огиди. Дослід проходить успішно і Блонскі перетворюється на Огиду. Під час хаотичного перевтілення Еміля, Стернс випадково б'ється головою, а у відкриту рану потрапляє кров Беннера, що запускає мутацію біолога.
Огида починає руйнувати район Нью-Йорка. У вертольоті Россу дзвонять, що Халк на волі, показуючи в прямому ефірі дії Огиди. Брюс та Бетті бачать це, після короткої розмови Брюс вирішує битись з Блонскі, переконавши Росса, але не знає, чи зможе перевтілитись. Він стрибає з вертольота, впавши на місто, та вже з-під асфальта вилазить Халк. Битва між Халком та Огидою була нищівною, та Халк зумів здолати опонента, не вбивши противника на прохання Бетті. Росс заарештовує Блонскі, а Халк прощається з Бетті і лишає Нью-Йорк. Беннер живе в Канаді, тепер він в стані контролювати перетворення в Халка.
В фінальній сцені, Тоні Старк знаходить Росса в барі та повідомляє йому, що вони планують створювати команду.

## У ролях
| Актор                   | Роль                        |
| ----------------------- | --------------------------- |
| Едвард Нортон           | Брюс Беннер / Халк          |
| Вільям Герт             | генерал Таддеус Росс        |
| Лів Тайлер              | Бетті Росс                  |
| Тім Рот                 | Еміл Блонські / Огида       |
| Тім Блейк Нельсон       | Самюель Стернс              |
| Тай Баррелл             | Леонард Самсон              |
| Роберт Дауні (молодший) | Тоні Старк / Залізна Людина |
| Мартін Старр            | комп'ютерний ґік            |
| Майкл К. Вільямс        | гарлемський свідок          |
| Стен Лі                 | камео                       |

## Вирізаний матеріал
- Сцена становлення Баннера Халком, що в театральній версії була показана під час початкових титрів, насправді знімалась для фільму і займала більше 20 хвилин.
- Фільм мав альтернативний початок — сцена спроби самогубства доктора Баннера на півночі Америки. Він прикладає пістолет до рота, та йому заважає Халк, що ламає зброю. Багато фанатів на задньому плані цієї сцени помітили щит Капітана Америки, чий сольний фільм вийшов 2011 року. Також ця сцена згадується самим Баннером у «Месниках» (2012).

## Цікаві факти і майбутнє героїв
- У 2012 році вийшов мокбастер-пародія на даний фільм — «Неймовірний Балк»[en] (або «Неймовірний Бульк»), англ. The Incredible Bulk.
- Лу Ферріньйо — бодібілдер і виконавець ролі Халка у серіалі 1970-х[en] — має камео охоронця у фільмі. Також він озвучував крики Халка.
- Таддеус Росс у оригінальних коміксах став Червоним Халком.
- Самюель Стернс у коміксах — ворог Халка по імені Лідер. На це був натяк наприкінці фільму.
- У наступних проектах кіновсесвіту Marvel роль Халка (як і Брюса Баннера) виконує інший актор — Марк Раффало. Нового Халка представили на панелі стрічки «Месники» на Comic Con International 2010. Зміна акторів зумовлена неприйнятною поведінкою Едварда Нортона на зйомках «Неймовірного Халка» — він завжди хотів додати щось своє та скандалив з учасниками знімального процесу.
- За подіями короткометражки «Консультант» до проекту Месники спочатку хотіли долучити Гидоту через його хороше військове минуле. Агент Колсон вирішив, що це погана ідея і відправляє до генерала Росса консультанта для переговорів. Ним став Тоні Старк, як це було показано у кінці «Неймовірного Халка».
- Також Гидоту планували показати у «Перший месник: Протистояння», бо саме в тій плавучій в'язниці він знаходиться. Натомість у фільмі з'являється Таддеус Росс, який постав у ролі державного секретаря США. Ще Росс ненадовго фігурував у «Месниках: Війна Нескінченності» та «Месниках: Завершення».
- Фінальну битву у Гарлемі згадували у серіалі «Люк Кейдж», події якого теж відбувались у цьому районі Нью-Йорка.
- Бетті Росс не згадувалась і не з'являлась у наступних фільмах КВМ.
- Халк з'являтиметься у наступних картинах: «Месники», «Залізна людина 3» (сцена після титрів), «Месники: Ера Альтрона», «Тор: Раґнарок», «Месники: Війна нескінченності», «Капітан Марвел» (сцена після титрів) та «Месники: Завершення».

## Український дубляж
Фільм дубльовано студією «Le Doyen» на замовлення компанії «B&H Film Distribution» у 2008 році.
- Режисер дубляжу — Ольга Фокіна
- Звукорежисер — Дмитро Мялковський
- Перекладач — Федір Сидорук
- Асистент режисера — Анна Пащенко
- Координатор проекту — Аліна Гаєвська
- Диктор — Микола Боклан
- Ролі дублювали: Андрій Твердак, Лілія Ребрик, Андрій Самінін, Олександр Ігнатуша, Володимир Терещук та інші.